# Ходзё Ясутоки
Ходзё́ Ясуто́ки (яп. 北条 泰時 хо:дзё: ясутоки, 1183 — 14 июля 1242) — японский государственный и политический деятель, 3-й сиккэн сёгуната Камакура (1224—1242). Сын Ходзё Ёситоки. Детское имя — Конго (яп. 金刚), прозвище — Эматаро.

## Биография
В 1218 году Ходзё Ясутоки был назначен сёгуном на должность главы самурайского ведомства самурай-докоро. В 1221 году он впервые получил чиновничий титул заместителя главы ремонтного ведомства Императорского дома (яп. 修理亮), после чего занимал титулы и должности заместителя главы министерства Гражданских дел (яп. 式部少丞), главы провинций Суруга и Мусаси, а также временного управляющего Левого района столицы Киото.
Со вспышкой смуты Дзёкю 1221 года, Ясутоки вместе со своим дядей Ходзё Токифусой возглавил войска сёгуната, разбил силы роялистов и занял столицу Киото. После этого он занимал должность Рокухарского инспектора (1221—1224) и осуществлял надзор за Императорским двором.
В 1224 году, после смерти отца, Ясутоки вернулся в Камакуру и занял пост сёгунского советника сиккэна. Поскольку управление его предшественников воспринималось самураями как попытка рода Ходзё установить диктатуру в сёгунате, он взял курс на либерализацию управления правительством. В 1225 году, с целью повышения своего авторитета среди гокэнинов, Ясутоки ввёл институт контрассигнаторов рэнсё (яп. 连署) и советников хёдзё-сю (яп. 评定众), а в 1232 году издал первый сборник самурайского права «Список наказаний», который стал образцом для будущих законодателей Японии. Впрочем, следуя мягкому курсу относительно самурайства, Ясутоки проводил строгую политику относительно столичных аристократов и Императора.
В 1242 году Ясутоки заболел и принял монашеский постриг, избрав себе монашеское имя Канъа (яп. 観阿). Но не оправившись, умер. Ещё при жизни Ясутоки снискал славу искусного воина и талантливого политика, а после своей смерти считался образцом самурая и государственного деятеля.